# ノーマン・ブラウン
ノーマン・ブラウン（Norman Brown、1970年12月18日 - ）は、アメリカ・ミズーリ州カンザスシティ出身のスムーズジャズ界で活躍しているギタリスト。
なお同名のアメリカの数学者がいるので注意されたい。

## バイオグラフィ
8歳の時から兄の持っていたギターを弾き始める。両親兄姉が音楽ファンであるので、ジャズやゴスペル、ブルース、R&Bの影響を受けている。直接影響を受けているアーティストはジョージ・ベンソンやウェス・モンゴメリー。高校卒業後、プロのギタリストとして活動スタート、ロイ・エアーズ、スタンリー・タレンタイン等のジャズ・ミュージシャンと共演。22歳にしてハリウッドの音楽学校にて教鞭をとるようになる。
1990年にモータウン・レーベルと契約を交わし、このレーベルのジャズ部門、モー・ジャズの主力第1弾として1992年にアルバム『ジャスト・ビトウィーン・アス』でデビューした。このアルバムではスティーヴィー・ワンダーやボーイズIIメン等の有名ミュージシャンと共演しており、スティーヴィー・ワンダーはノーマンを絶賛している。モータウンにて計3枚のアルバムをリリースする。この間、1993年に来日しライブ公演をしている。また1994年8月に愛知県豊橋市で開催された「ライブセレブレーション in 豊橋」にも参加した。
モー・ジャズが1998年に閉鎖したことで、ワーナー・ブラザース・レコードに移り、プロデューサーのポール・ブラウンを迎え、移籍後の第1弾アルバム『セレブレイション』を2000年に発表。モータウンの特色であるソウル/R&Bの色が弱まり、より洗練されたスムーズジャズとしての色が印象にある。2002年発表のアルバム『ジャスト・チリン』で、グラミー賞ベスト・ポップ・インストルメンタル部門を勝ち取る。2004年にアルバム『ウエスト・コースト・クーリン』を発表。
また、2002年にはトランペッターのリック・ブラウン、サックス・プレイヤーのカーク・ウェイラムとグループを組み、3人の頭文字を取った名前のBWBのグループ名でアルバム『グルーヴィン』をリリース、瞬く間にジャズチャートのトップに昇り、7ヶ月ラジオステーションの首位を執る。その後はメンバーのソロ・アルバムの中でもBWBとしてフィーチャーされていることがある。
2006年よりラス・フリーマンのレーベル、ピーク・レコードに在籍し、2007年4月24日にアルバム『Stay With Me』を発表。2012年にはサックス奏者のジェラルド・アルブライトとの共作でアルバム『24/7』をリリースした。

## ディスコグラフィ

### アルバム
- 『ジャスト・ビトウィーン・アス』 - Just Between Us (1992年、Mo Jazz)
- 『アフター・ザ・ストーム』 - After the Storm (1994年、Mo Jazz)
- 『ベター・デイズ・アヘッド』 - Better Days ahead (1996年、Mo Jazz)
- 『セレブレイション』 - Cerebration (2000年、Warner Bro.)
- 『ジャスト・チリン』 - Just Chillin' (2002年、Warner Bro.)
- 『ウエスト・コースト・クーリン』 - West Coast Coolin' (2004年、Warner Bro.)
- Stay with Me (2007年、Peak)
- Sending my Love (2010年、Peak)
- 24/7 (2012年、Concord) ※with ジェラルド・アルブライト
- Let It Go (2017年、Shanachie)
- Highest Act of Love (2019年、Shanachie)
- 『レッツ・ゲット・アウェイ』 ― Let's Get Away (2022年、Shanachie, AGATE:国内版)

### BWB (ノーマン・ブラウン、カーク・ウェイラム、リック・ブラウン)
- 『グルーヴィン』 - Groovin' (2002年、Warner Bros.)
- Human Nature (2013年、Heads Up)
- BWB (2016年、Artistry Music)